# La Chapelle-Palluau
La Chapelle-Palluau is een gemeente in het Franse departement Vendée (regio Pays de la Loire) en telt 686 inwoners (1999). De plaats maakt deel uit van het arrondissement Les Sables-d'Olonne.

## Geografie
De oppervlakte van La Chapelle-Palluau bedraagt 12,9 km², de bevolkingsdichtheid is 53,2 inwoners per km².
De onderstaande kaart toont de ligging van La Chapelle-Palluau met de belangrijkste infrastructuur en aangrenzende gemeenten.

## Demografie
Onderstaande figuur toont het verloop van het inwonertal (bron: INSEE-tellingen).

1. ↑  Populations de référence 2022.